# Óscar Andrés Rodríguez Maradiaga
Oscar Andrés Rodríguez Maradiaga S.D.B., honduraški rimskokatoliški duhovnik, škof in kardinal, * 29. december 1942, Tegucigalpa.

## Življenjepis
28. junija 1970 je prejel duhovniško posvečenje.
28. oktobra 1987 je bil imenovan za pomožnega škofa Tegucigalpe in za naslovnega škofa Pudentiane; škofovsko posvečenje je prejel 8. decembra istega leta.
8. januarja 1993 je postal nadškof Tegucigalpe.
21. februarja 2001 je bil povzdignjen v kardinala in imenovan za kardinal-duhovnika S. Maria della Speranza; kardinalsko ustoličenje je potekalo 27. maja istega leta.